# Ten Oaks
Ten Oaks, también conocida como Casa de Peyton Rowan, es una mansión histórica ubicada en Jacksonville, Alabama, Estados Unidos.

## Historia
La casa fue construida en 1856 por James Madison Crook. Fue diseñada en estilo italianizante. En octubre de 1864, en medio de la Guerra de Secesión, el general confederado P. G. T. Beauregard visitó la casa. Un marcador histórico sobre la visita se agregó fuera de la casa en 1970.
En 1865, la casa fue comprada por Peyton Rowan, que vivía allí con su esposa, la ex Miss Forney, y sus cuatro hijos, John Forney, Sallie Lorene, Mary Emma y George Hoke. Rowan era comerciante y masón; la familia vivió en la casa hasta 1906. Más tarde fue heredado por su nieta Anne y su esposo, T. Weller Smith.
La casa ha sido incluida en el Registro Nacional de Lugares Históricos desde el 29 de noviembre de 2001.